# Chan Lai-chu
Pour les articles homonymes, voir Chan.
Bonni Chan Lai-chu (陳麗珠) est une actrice et metteuse en scène de théâtre hongkongaise.
Elle a reçu deux Prix de la meilleure actrice de la Hong Kong Drama Federation.
Elle a mise en scène plus de 30 pièces et cofondé le Theatre du Pif avec Sean Curran en Écosse (relocalisé à Hong Kong en 1995).